# Timothy Ray Brown
Timothy Ray Brown (11 tháng 3, 1966 – 29 tháng 9, 2020) là một người Mỹ được coi là người đầu tiên được chữa khỏi HIV/AIDS. Brown được gọi là "Bệnh nhân Berlin" tại Hội nghị về Retrovirus và Nhiễm trùng cơ hội, nơi phương pháp điều trị của ông được công bố lần đầu tiên, để bảo vệ danh tính của mình, và vì ông sống và được điều trị tại Berlin. Brown đã chọn đi tiếp vào năm 2010. "Tôi muốn làm những gì có thể để làm [phương pháp điều trị] có thể. Bước đầu tiên của tôi là công khai tên tuổi và hình ảnh của mình cho công chúng biết đến."
Mười một năm sau, gần như cùng ngày, trong cùng một hội nghị, có thông báo rằng có vẻ như một người đàn ông thứ hai đã được chữa khỏi. Ông được gọi là "Bệnh nhân Luân Đôn", người sau này tự nhận mình tên là Adam Castillejo. Ông cũng được ghép tủy xương để điều trị ung thư (ung thư hạch Hodgkin) nhưng được cho dùng thuốc ức chế miễn dịch yếu hơn. Người hiến máu được chọn cũng mang đột biến CCR5-Δ32.

## Quy trình
Brown được chẩn đoán nhiễm HIV vào năm 1995 khi đang học tại Berlin, Đức. Ngày 7 tháng 2 năm 2007, ông đã trải qua một quy trình được gọi là ghép tế bào gốc tạo máu để điều trị bệnh bạch cầu (được thực hiện bởi một nhóm các bác sĩ ở Berlin, Đức, bao gồm Gero Hütter). Từ 60 người hiến máu phù hợp, họ đã chọn một cá thể đồng hợp tử [CCR5]-Δ32 homozygous với hai bản sao di truyền của một biến thể hiếm của một thụ thể bề mặt tế bào. Đặc điểm di truyền này thể hiện khả năng chống nhiễm HIV bằng cách ngăn chặn sự gắn kết của HIV với tế bào. Khoảng 10% người gốc châu Âu hoặc Tây Á có đột biến di truyền này, nhưng nó hiếm hơn ở các quần thể khác. Việc cấy ghép được lặp lại một năm sau đó sau khi tái phát bệnh bạch cầu. Trong ba năm sau khi cấy ghép ban đầu và mặc dù đã ngừng điều trị bằng thuốc kháng virus, các nhà nghiên cứu không thể phát hiện HIV trong máu của Brown hoặc trong các sinh thiết khác nhau. Mức độ kháng thể đặc hiệu HIV trong máu của Timothy Brown cũng giảm, cho thấy HIV có thể đã bị loại khỏi cơ thể anh ta. Tuy nhiên, giới khoa học nghiên cứu trường hợp của ông cảnh báo rằng sự thuyên giảm lây nhiễm HIV này là bất thường.
Brown, "bệnh nhân Berlin", phải chịu căn bệnh ghép chống chủ do truyền máu và bệnh não trắng đa ổ – cả hai biến chứng cấy ghép có khả năng gây tử vong. Điều này có nghĩa là không nên thực hiện quy trình này đối với những người nhiễm HIV khác, ngay cả khi có thể tìm thấy đủ số lượng người hiến phù hợp.
Kể từ năm 2017, thêm sáu người nữa dường như đã bị loại bỏ HIV sau khi mắc bệnh ghép chống chủ; chỉ một trong số họ đã nhận được tế bào gốc đột biến CCR5, do đó, có vẻ như khi người được ghép có bệnh ghép chống chủ, các tế bào được cấy ghép có thể tiêu diệt tế bào miễn dịch bị nhiễm HIV của vật chủ.

## Quỹ Timothy Ray Brown
Vào tháng 7 năm 2012, Brown đã công bố thành lập Quỹ Timothy Ray Brown ở Washington, DC, một quỹ chuyên phòng chống HIV/AIDS.